# Jardines del Edén
Jardines del Edén är en ort i Mexiko.   Den ligger i kommunen Tlajomulco de Zúñiga och delstaten Jalisco, i den centrala delen av landet, 500 km väster om huvudstaden Mexico City. Jardines del Edén ligger 1 530 meter över havet och antalet invånare är 1 841.
Terrängen runt Jardines del Edén är platt österut, men västerut är den kuperad. Runt Jardines del Edén är det tätbefolkat, med 266 invånare per kvadratkilometer. Närmaste större samhälle är Guadalajara, 15,2 km norr om Jardines del Edén. Omgivningarna runt Jardines del Edén är en mosaik av jordbruksmark och naturlig växtlighet.